# Flaskepost fra P (film)
Flaskepost fra P er en dansk thriller fra 2016. Det er efterfølgeren til Fasandræberne (2014), den er ligeledes baseret på Jussi Adler-Olsens roman af samme navn.

## Medvirkende
- Nikolaj Lie Kaas som Carl Mørck
- Fares Fares som Assad
- Johanne Louise Schmidt som Rose Knudsen
- Signe A. Mannov som Mona Karlsen
- Jacob Lohmann som Elias
- Amanda Collin som Rakel
- Søren Pilmark som Marcus Jacobsen
- Jakob Oftebro som Pasgård
- Pål Sverre Hagen som Johannes
- Lotte Andersen som Mia
- Maria Rossing som Johannes s søster Rebecca
- Louis Sylvester Larsen som Trygve
- Jack Moland som Poul
- Jaspar Møller Friis som Samuel
- Olivia Terpet Gammelgaard som Magdalena
- Jeanette Lindbæk Larsen som Johannes s mor
- August Moldestad Nypan Johannes som barn
- Mercedes Claro Schellin Rebecca som barn